# Familia Zamenhof

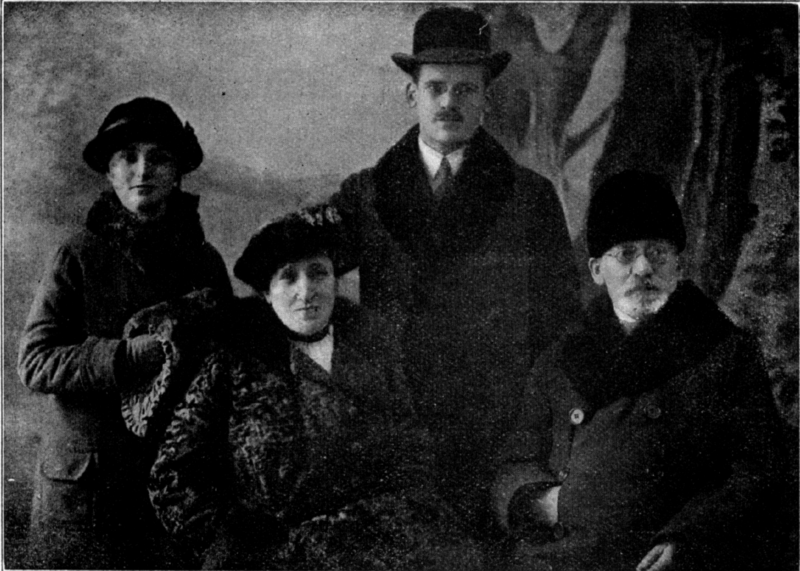

Zamenhof (en alemán también Samenhof, en ruso también Заменгов, Zamengov) es un apellido judío. El miembro más conocido de esta familia es L. L. Zamenhof, quien en 1887 lanzó su proyecto de la lengua internacional esperanto.

## Etimología
Las preocupaciones sobre la etimología del apellido son disputas, que se refieren principalmente a si proviene de un apellido alemán (Samenhof) o un ruso (Zamen (g) ov).
Solo en 1804, Rusia como el primer país emitió un decreto, según el cual las familias judías tenían que elegir o adoptar un apellido permanente.  Antes de ese tiempo, los apellidos entre los judíos se encontraban raramente y no eran constantes.
Los nombres de la mayoría de las familias judías provienen de los nombres de ciudades, calles, casas, etc., en los que la familia a veces vivía.  Debido a que en la Edad Media muchos judíos vivían en Alemania, la mayoría de las familias judías son germánicas.
En su carta a los esperantistas de Berlín, L. L. Zamenhof declaró que su nombre era de origen alemán.  Por esta razón, y también por otras razones, parece poco probable que la otra teoría del origen ruso del apellido, según la cual se cree que se origina de la palabra rusa zamena = intercambio, transformación, con el apellido que termina -ov, especialmente porque en sus primeras obras rusas, el propio LL Zamenhof deletreaba su nombre no "Zamenov" sino "Zamengov", donde el g ruso representa el sonido h, que apenas existe en el idioma ruso.
En Alemania hay dos pueblos, cuyo nombre es similar al de Zamenhof.  Estos son el Samhof en el Danubio (cerca de Ingolstadt en Baviera) y el Samhof en Wolfsegg (cerca de Ravensburg en Virtember).  Según Stephen Zamenhof, sobrino de L. L. Zamenhof, nacido en Estados Unidos, el nombre de su abuelo Mark Zamenhof se deletrea Markus SAMENHOF y un historiador judío en los Estados Unidos le dijo que su familia antes de mudarse a Rusia vivía en Samenhof en Baviera.  El nombre según él es, por lo tanto, definitivamente alemán, no ruso.
La modificación de Samhof a Samenhof explica que en alemán Same significa semilla y Hof significa yarda, pero para semilla hay otra palabra en alemán: Samen.  Esta palabra se usa comúnmente para hacer composiciones, por lo que también se creó el nombre del modelo Samenhof.
Los registros de nacimientos y defunciones de los años 1858-1862 presentan diversas formas rusa del apellido: Zaminof, Zamenow o Zamenof.  Solo desde el año 1862 se ha utilizado la forma de manera consistente: Zamengof o Zamenhof.

## Árbol genealógico
Familia de L. L. Zamenhof, el creador del esperanto

Hijos de Fabian Zamenhof (1800/1801-1861):

(cada paso de la lista equivale a una generación)
- Josel Wolf Zamenhof
  - Chajka Zamenhof (1858-1862)
  - Lejzer Zamenhof (1860-¿?)
  - Fabian Zamenhof (1863-¿?)
    - Mihxajl Zamenhof (1890-1940)
      - Fabian Zamenhof (1913-1923), sin hijos
      - Lev Mihxajlovicx Zamenhof (1920-1995)
        - Nina Lvovna Zamenhof (Sokolova) (1946)
          - Valentina (1983) adoptada

      - Zoja Mihxajlovna Zamenhof (1924-1992)

  - Jankiel Zamenhof (1864-¿?)
  - Rebeka Zamenhof (1867-1874)
  - Frejda Zamenhof (1868-1870)
  - Salomon Zamenhof (1870-¿?)
- Mordechai Mark Zamenhof (1837-1907)
  - Ludwik Zamenhof (1859-1917)
    - Adam Zamenhof (1888-1940)
      - Louis-Christophe Zaleski-Zamenhof (1925-2019)
        - Hanna Zaruski-Zamenhof (1953-)
        - Margaret Zaleski-Zamenhof (1958-)

    - Sofia Zamenhof (1889-1942)
    - Lidja Zamenhof (1904-1942)

  - Fejgla Zamenhof (1862-1866)
  - Gitla Zamenhof (1864-años 1930)
  - Sora Dwora Zamenhof (1866-años 1930)
  - Felikso Zamenhof (1868-1933)
    - Julian Zamenhof (1903-1964)
      - Robert Zamenhof (1946-)

    - Romana Zamenhof (1904-1975)
    - Maryla Szper (1908-1994)

  - Hersz Zamenhof (1870-1870)
  - Henryk Zamenhof  (o Grzegorz 1871-1932)
    - Stephen Zamenhof (1911-1998)

  - Mina Zamenhof (1872-1873)
  - Leono Zamenhof (1875-1934)
  - Aleksander Zamenhof (1877-1916)
  - Ida Zamenhof  (1879-1942)

- Datos: Q13400021